# Like Home
Singles de Nicky Romero
Metropolis
(2012) I Could Be The One
(2012)
Like Home est une chanson composée par le DJ néerlandais Nicky Romero avec la participation vocale des sœurs Nervo sorti le 12 novembre 2012. Le clip de cette chanson, diffusé le 21 février 2013, met en scène deux couples habitant loin des milieux urbains finissant par se rejoindre lors d'un show de Nicky Romero dans un club.

## Liste des pistes
| 1. | Like Home (Original Mix) (featuring Nervo) | 5:34 |
| 2. | Like Home (Radio Edit) (featuring Nervo)   | 3:42 |

## Classement hebdomadaire
| Classement (2012)              | Meilleure position |
| ------------------------------ | ------------------ |
| Suède (Sverigetopplistan)      | 37                 |
| Pays-Bas (Nederlandse Top 40)  | 85                 |
| Australie (ARIA)               | 32                 |
| Royaume-Uni (UK Singles Chart) | 33                 |